# CZ Scorpion EVO 3
A Scorpion EVO 3 egy 9 mm űrméretű géppisztoly, melyet a cseh Česká zbrojovka Uherský Brod cég gyárt. Az automata változat jelölése az A1, míg a félautomatáé az S1. Az EVO 3 jelölés jelentése, hogy ez a fegyver a CZ által gyártott géppisztolyok harmadik generációja. A fegyvert a Magyar Honvédség illetve a magyar rendvédelmi szervek is rendszeresítették. A Honvédségben elsősorban harcjárművek (pl. harckocsik) személyzetének a fegyvere.
Neve ellenére az új géppisztoly mechanikailag nem kapcsolódik a korábbi Škorpion vz. 61 típushoz.

## Tervezet
A Scorpion EVO 3 géppisztolyt egy szlovák géppisztoly prototípusból, a Laugoból fejlesztették ki. A fegyver a 9×19 mm Parabellum lőszert tüzeli, könnyű súlyú, kompakt géppisztoly, szűk helyeken való könnyű manőverezésre tervezték. A fegyvertok, pisztolymarkolat, válltámasz és az előagy műanyagból készült. Az A1 változatot ellátták egy tűzváltó karral, mellyel a kezelő válthat a biztosított, egyes lövés, hármas rövid sorozat vagy a sorozatlövés között. Az alapváltozat válltámasza behajtható, állítható és szükségtől függően teljesen leszerelhető, így könnyen szállíthatóvá téve a fegyvert. Az előagyat felül, mindkét oldalt és alul is Picatinny szereléksínnel látták el, így a fegyvert különféle kiegészítőkkel, irányzékokkal, markolatokkal, lézerrel és lámpával lehet felszerelni. A nyílt irányzékok is a szereléksínre szerelhetőek fel. A géppisztolyhoz 20 vagy 30 töltény befogadására képes félig átlátszó műanyag tölténytárat használnak.

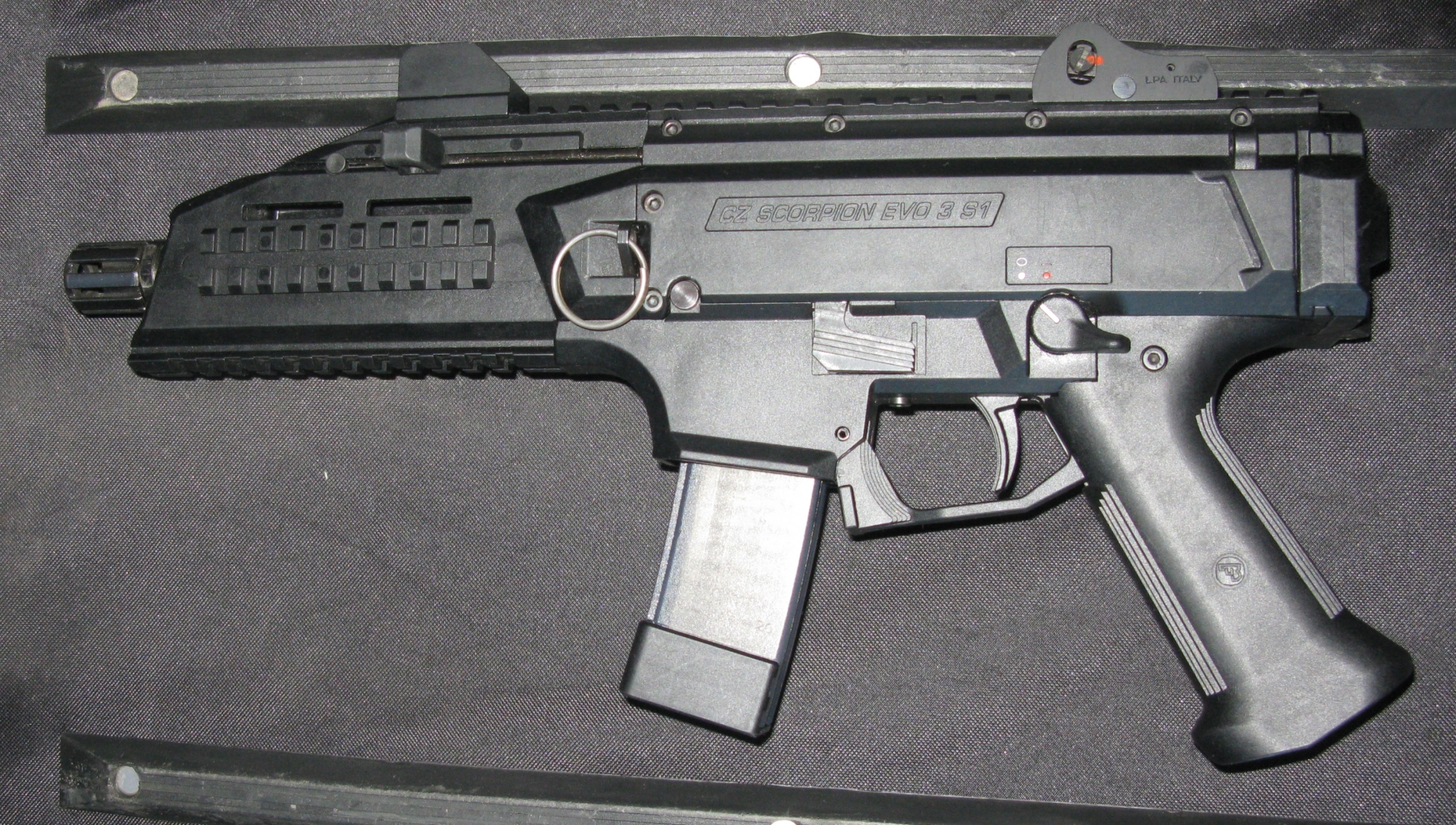
A civil piacra szánt CZ EVO 3 S1 baloldala - jól látható, hogy csak egyes lövés leadására képes
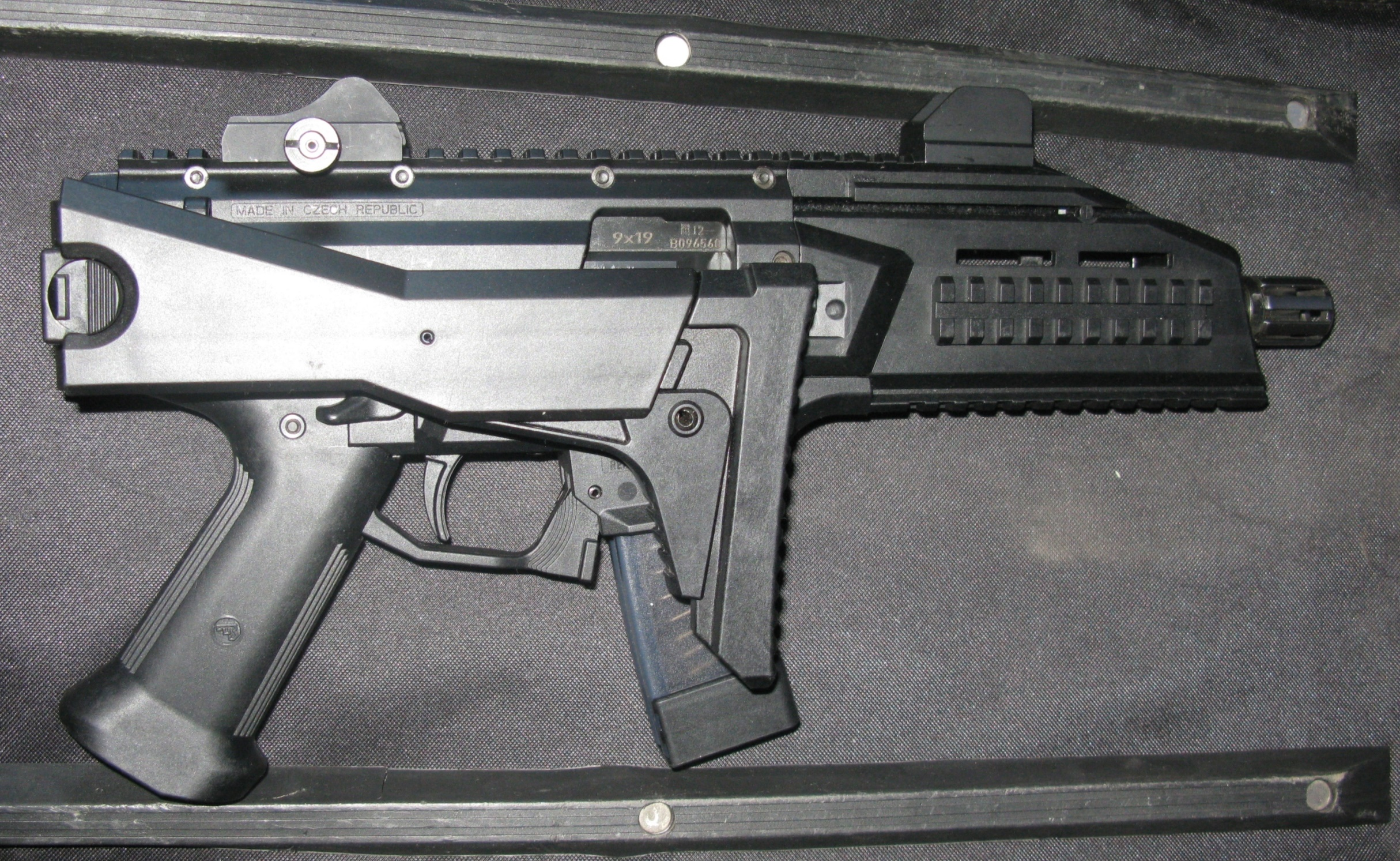
CZ EVO 3 S1 jobboldala behajtott válltámasszal
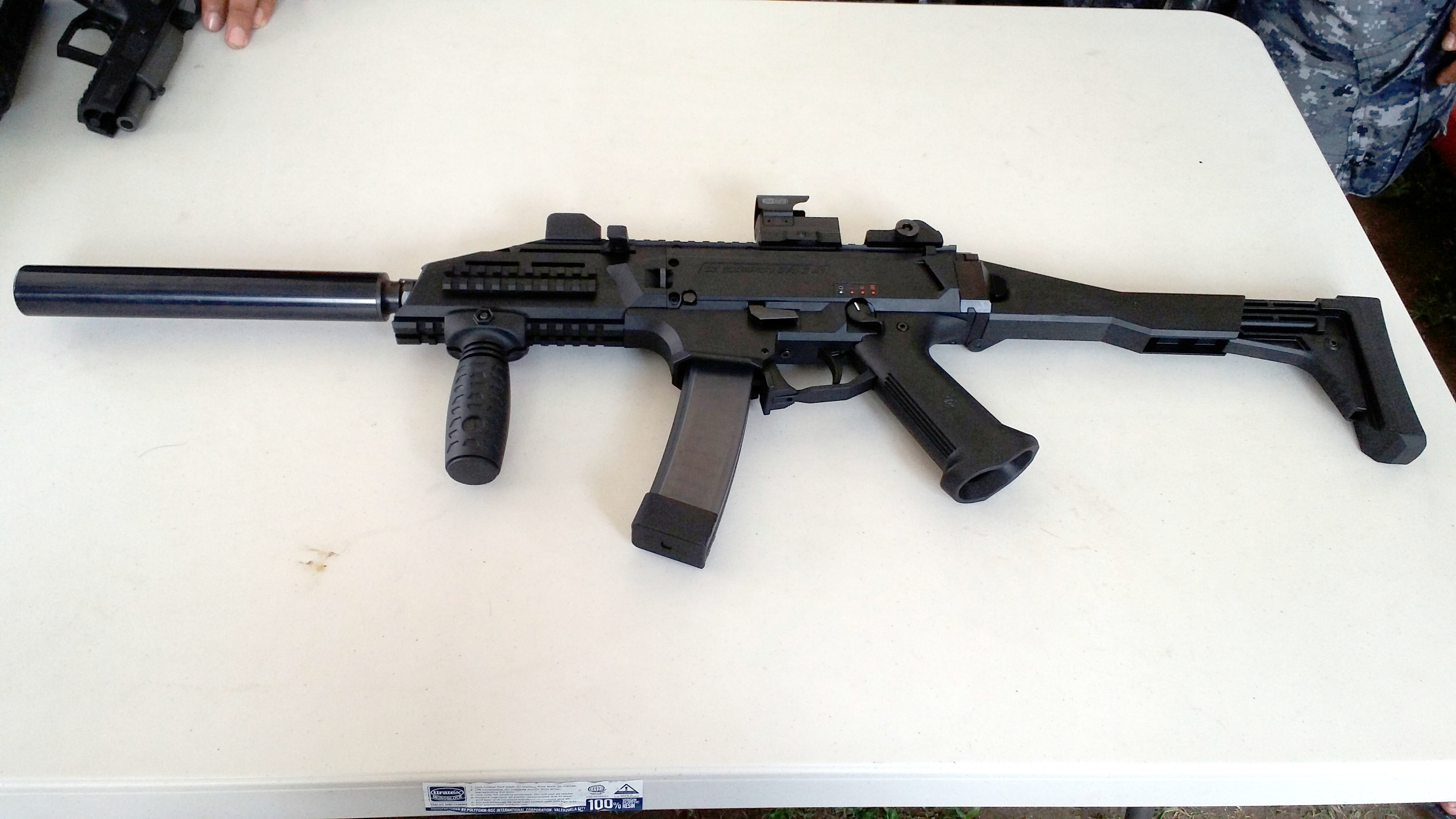
Scorpion EVO 3 hangtompítóval

## Alkalmazók
- Argentína
- Bolívia
- Csehország
- Dominikai Köztársaság
- Egyiptom
- Fülöp-szigetek
- Honduras
- Indonézia
- Lengyelország
- Magyarország
- Malajzia
- Málta
- Moldova
- Panama
- Paraguay
- Ruanda
- Szerbia
- Thaiföld
- Tunézia
- Vietnám

## Fordítás
Ez a szócikk részben vagy egészben  a   CZ Scorpion Evo 3 című angol Wikipédia-szócikk ezen változatának fordításán alapul.  Az eredeti cikk szerkesztőit annak laptörténete sorolja fel. Ez a jelzés csupán a megfogalmazás eredetét és a szerzői jogokat jelzi, nem szolgál a cikkben szereplő információk forrásmegjelöléseként.